# Дзельква критська
Дзельква критська (Zelkova abelicea) — вид квіткових рослин з родини в'язових (Ulmaceae). Листки зелені, з зубчастими краями. Квітки малі й пахучі, тому вважається, що запилення здійснюється комахами.

## Морфологія
Рослина зазвичай є сильно розгалуженим кущем 1–5 м заввишки, який формується під час поїдання ВРХ, вівцями й козами. Рідше це дерево, яке може виростати до 15 м у висоту і досягати діаметра стовбура 120 см. Кора сірувата, гладка і луската. Молоді пагони досить густо вкриті шерстистими волосками. Гілочки тонкі, жовтувато-червонуваті чи чорнувато-коричневі та від запушених до жорстко запушених. Бруньки яйцеподібні або еліпсоїдні, запушені.
Квітки двостатеві чи чоловічі й з'являються разом з листям. Вони чотирилисточкові. Чоловічі квітки, щонайбільше, коротконіжкові та щільно зібрані в пучки; оцвітина дзвоникоподібна, приблизно наполовину зрощена, 2–2.5 мм довжини і ширини з плівчастими, загостреними чи тупими, тонкими шерстистими війчастими кінчиками. Тичинки 1.5–2 мм завдовжки; короткі подовжені жовті пиляки довжиною ≈ 1 мм. Двостатеві квітки поодинокі й майже сидячі; оцвітина майже 1.5 мм завдовжки, приблизно наполовину розділена на широкі тупі частки; тичинки схожі як у чоловічих квіток, але лише 0.5 мм завдовжки. Плід майже сферичний, приблизно 5-6 мм в діаметрі, неправильної форми і глибоко зморшкуватий, з ребрами і поздовжніми борознами. Період цвітіння триває з квітня по травень. Число хромосом 2n = 28.

## Поширення й екологія
Ендемік Криту. Zelkova abelicea часто росте в змішаних насадженнях з Acer sempervirens, Quercus coccifera та зрідка Cupressus sempervirens, на північних схилах, а також у поглибленнях чи навколо них, де ґрунтова вологість найбільша, ґрунтові умови найсприятливіші, а водопостачання найбільш адекватне та відносно постійне. Z. abelicea також росте в кам'янистих річкових руслах чи балках чи навколо них, які сухі влітку, але де вологість має тенденцію залишатися під поверхнею та на високих висотах (>1500 м над рівнем моря) на південних схилах. Z. abelicea розмножується вегетативно шляхом утворення нових пагонів з коренів старих рослин. Велике виробництво здорового насіння відбувається кожні три роки. Z. abelicea росте на висоті від 900 до 1800 м над рівнем моря, що відповідає верхній межі лісу в Критських горах. Отже, вид є одним із найвисотніших дерев на острові.

## Охорона
Раритетний вид рослин, занесений до Червоного списку МСОП (охоронна категорія: вид перебуває в небезпечному стані). Крім того, Zelkova abelicea охороняється в Європі і занесена до Додатку І Бернської конвенції (охоронна категорія: вид підлягає особливій охороні), а також до Директиви Європейського Союзу 92/43/ЄС «Про збереження природних оселищ та видів природної фауни і флори» (Додаток ІІ. Види рослин і тварин, що становлять особливий інтерес для Європейського Союзу, збереження яких потребує створення територій особливої охорони).

### Загрози
Найважливішим тиском у всіх досліджених популяціях є надмірний випас худоби. Другим порушенням є ерозія ґрунту, яка чітко корелює з інтенсивним витоптуванням та випасанням. Вівці та кози знищують сходи та саджанці, тим самим знижуючи статеве відновлення. Хоча рослина добре регенерує шляхом бічних пагонів, ці клонові популяції можуть ніколи не давати зрілих дерев або насіння. В останні десятиліття процвітала торгівля палицями із зелкової деревини, що призвело до збільшення обрізки дерев. Проблемами є частіші посухи й пожежі. Нарешті, географічна ізоляція дуже помітна для однієї популяції в горах Тріпіті та єдиних двох віддалених популяцій у горах Псилорітіс. Однак кілька популяцій у Дікті та Левка Орі також дуже віддалені. Відсутність захисту та громадської освіти також може мати негативні наслідки, наприклад, мали місце вирубування дерев на дрова неосвіченими солдатами.

## Практичне значення
Як і багато інших видів дерев на Криті, його вирубували з давніх часів заради цінної деревини, і його початкове поширення, безумовно, зменшилося через антропогенну діяльність. До сьогоднішнього дня Z. abelicea є кормом, а його гілки часто використовуються для виробництва палиць.